# Serapis
Serapis je grčko-egipatski bog, sinkretiziran je početkom 3. st. pr. Kr., u težnji da njegov kult ujedini Egipćane i Grke u Egiptu, kojim je tada vladala grčko-makedonska dinastija Ptolomejevića.

## Nastanak i širenje kulta
O tome piše Plutarh u spisu O Izidi i Ozirisu. Iz njegovih se redaka može zaključiti da je Serapis bio sinkretičko božanstvo, stvoreno suradnjom delfijskog svećenika Timoteja i egipatskog svećenika Maneta. Njih dvojica su po želji Ptolomeja I. osmislili i uobličili ekumenski kult koji je trebao privlačiti kako Grke, tako i Egipćane, te postati jednim od glavnih oslonaca grčke vlasti u zemlji na Nilu. Serapisov kult su najprije prihvatili grčki intelektualci i činovnici, a zatim i vojnici, koji su posebno cijenili Serapisovu moć da liječi rane i štiti u bitkama. Vjerojatno su upravo vojnici Ptolomeja II. proširili Serapisovo štovanje po Grčkoj, te diljem ptolomejske države, koja se prostirala od Cirenaike do Cipra i egejskih otoka. Serapis je uskoro postao široko prihvaćen od Grka koji se živjeli u Egiptu, te je preuzeo i ulogu zaštitnika Ptolomejevića i središnje vlasti koja je bila u rukama Grka. No vjerojatno baš zato, kult se sporo širio među Egipćanima. Iako je smatran zaštitničkim božanstvom koje svojim podanicima osigurava zdravlje, materijalna bogatstva i zagrobni život, objedinjujući tako Asklepijeve, Zeusove, Hadove i Ozirisove (Ozorapispve) karakteristike, Egipćani su imali duge tradicije štovanja mnogo starijih, njemu srodnih božanstava, među kojima je prednjačila Izida “bezbrojnih imena”. 
Tek kada su Izidu počeli smatrati Serapisovom ženom, jer je ona izvorno bila suprugom Ozirisa kojeg je Serapis kroz Osorapisa apsorbirao, njegov se kult počeo širiti među Egipćanima svih slojeva, pa i među robovima. Takvo povezivanje božanstava bliskih kultnih osobina ima u Egiptu dugu tradiciju koja se očitovala u štovanju trijada, koje su smatrane temeljem sveukupnosti božanskih moći. Treći član te tzv. aleksandrijske trijade bio je Harpokrat (Horus dijete). Centar Serapisova bogoštovlja i aleksandrijske trijade bio je Veliki serapej, koji je u Kanopu na Nilu - u blizini Aleksandrije - podigao Ptolomej III. Ondje su mnogi hodočasnici čekali noć kako bi im se bog ukazao u snu, te ih ozdravio. Kultni je prikaz izradio je Brijaksid, vjerojatno unuk slavnoga graditelja Mauzoleja. Veliki sjedeći kip stopio je odlike Zeusa i Hada; glava je bila bradata i dobroćudnog izgleda, okrunjena kalathosom, a kraj Serapisovih nogu je sjedio Kerber. Klement Aleksandrijski zabilježio je kako je statua bila izrađena od različitih metala: zlata, srebra, bakra, željeza, olova i kositra, te poludragog i dragog kamenja: safira, hematita i topaza, dok su dijelovi tijela bili obojeni plavo-zeleno. To je bilo neobično, no zasigurno i vrlo dojmljivo djelo. Posjetitelje hrama vjerojatno je, osim skupoće materijala koji su bili upotrijebljeni u izradi kolosa, još više očaravala atmosfera pobožnosti i nade koja je obavijala njegov lik.

## Serapisov kult u Rimu
Kult se morem ubrzo proširio i do južne Italije. Godine 105. pr. Kr. spominje se serapej u Puteoliju, gradu udaljenom tek stotinjak kilometara od Rima. Iz istog je vremena i Izidin hram u Pompejima. U sam Rim kult je dospio već u Sulino doba, no nije odmah postao popularan. Razlog tome su bile, iako poljuljane, još uvijek snažne rimske vrednote poput gravitas - dostojanstva, koje je egipatsko bogoštovlje vrijeđalo. Stoga i ne čudi što je Senat čak četiri puta u jednom desetljeću - 58., 53., 50., i 48. godine pr. Kr. naložio rušenje egipatskih svetišta i kultnih prikaza. Nakon poraza Antonija i Kleopatre, egipatski su kultovi postali potencijalno opasniji no ikada. Stoga je 28. godine pr. Kr. donesena zabrana da se aleksandrijskim bogovima podižu žrtvenici unutar pomerija, a 21. godine pr. Kr. Agripa je zabranu proširio na milju oko Grada. Ipak, egipatsko bogoštovlje se širilo Italijom, čak i onda kada je u Rimu bilo progonjeno. 
Međutim, kada je Tiberija koji je prezirao egipatske kultove, u upravljanju Carstvom naslijedio Kaligula, koji je u Egiptu, na posjedima svoje bake proveo djetinjstvo i ranu mladost, dolazi do radikalnog zaokreta.  Kaligula, i sam odgojen u mističnom istočnjačkom duhu, slijedi osjećaje naroda i 38. godine na Marsovu polju gradi veliki hram Izide i Serapisa, kojeg je Domicijan, Kaligulin duhovni nasljednik, raskošno ukrasio, a božanski par dao prikazati na novcu.

## Serapisov kult u rimskoj Panoniji
Nekako istodobno, slično je duhovno ozračje zahvatilo i Panoniju. Polazište legija pri osvajanju ove provincije bila je jadranska luka Akvileja, u kojoj je kult Izide, zaštitnice pomoraca, bio vrlo jak. Stoga se moglo i očekivati da će upravo jedan Akvilejac pripomoći stasanju egipatskog bogoštovlja u Panoniji. Bio je to Barbije, pripadnik akvilejske trgovačke obitelji. On je u funkciji provincijskog pontifeksa u Savariji podigao oltar "slavnoj Izidi". Savarija je bila najstariji i najveći izidinski centar Panonije, a taj je primat zadržala i kasnije. Ipak, izidina svetišta (izeji) su podizani i drugdje. Tako onaj u Petoviju sa sigurnošću možemo datirati u prvu polovicu 2. stoljeća, iako je vjerojatno, obzirom na blizinu Akvileje, da je Izidin kult tu postojao i ranije. Izej je postojao i u Sisciji.
Najstariji spomenici koji svjedoče o Serapisovu bogoštovlju u Panoniji potječu iz druge polovice 1. st. Početkom 2. st. car Hadrijan, koji je bio naklonjen egipatskim kultovima, podiže u svojoj vili u Tiburu veličanstveni serapej, ostatci kojeg i danas zadivljuju posjetitelje. Isto je stoljeće diljem Carstva bilo razdoblje vrhunca Izidina bogoštovlja. Na njega tek početkom 3. st. počinje bacati sjenu kult njenog božanskog supruga Serapisa koji je tada, zbog naklonosti careva severske dinastije, izbio u prvi plan. Tada mu je u Rimu, na Kvirinalu podignut veliki hram s posvetom SERAPIDI DEO [SANCTO ili INVICTO], a u Panoniji započinje nagli procvat izrade monumentalnih samostojećih kruništa na plinti, sa Serapisovim likom među lavovima. Ti su se spomenici tijekom 2. st. postupno razvili iz kruništa stela, na kojima su se još u 1. st. pojavili u formi akroterija. Kruništa na plinti su, kako to pokazuje tzv. Orfejev spomenik iz Ptuja, u početku i dalje bila klesana iz istoga kamenog bloka iz kojega i stela, ali se vjerojatno u 2. st. osamostaljuju, te se u tom, samostojećem obliku, počinju upotrebljavati i za ukrašavanje grobnica.

## Gašenje kulta
Ipak, sredinom 3. st., egipatski kultovi su u Panoniji i drugim provincijama već na izdisaju. Razlog tome je vjerojatno nagli uzlet mitraizma, a kasnije i kršćanstva, koje je, što je više jačalo, sve manje bilo sklono dijalogu s poganskim religijama. Tu činjenicu možda najslikovitije ilustrira Teofilovo rušenje i spaljivanje aleksandrijskog serapeja 391. godine, poslije čega je na njegovim ruševinama održao propovijed.